# يورام دينشتاين
يورام دينشتاين (بالعبرية: יורם דינשטיין‏) (2 يناير 1936 - 10 فبراير 2024) عالم قانون إسرائيلي تخصص في القانون الدولي وقوانين الحرب.
عمل بروفيسورا في جامعة تل أبيب، وشغل منصب رئيس جامعة تل أبيب من عام 1991 إلى عام 1998 وفاز بجائزة إسرائيل في القانون لعام 2023.

## حياته
ولد يورام دينشتاين في تل أبيب في 2 يناير 1936. ودرس القانون في الجامعة العبرية في القدس، ثم في كلية الحقوق بجامعة نيويورك. وتوفي في 10 فبراير 2024 عن عمر يناهز 88 عامًا.

## عمله القانوني والأكاديمي
بدأ دينشتاين التدريس في الجامعة العبرية عام 1964. ومن عام 1966 إلى عام 1970، كان عضوًا في الوفد الإسرائيلي لدى الأمم المتحدة والقنصل العام الإسرائيلي في مدينة نيويورك.
كان دينشتاين عميد كلية الحقوق في جامعة تل أبيب من عام 1978 إلى عام 1980. ومن 1980 إلى 1985 كان مديرا لجامعة تل أبيب (1980-1985)، ورئيسها من 1991 إلى 1998 (بعد موشيه ماني، وخلفه إيتامار رابينوفيتش ).
عمل دينشتاين أستاذا لكرسي تشارلز إتش ستوكتون للقانون الدولي في كلية الحرب البحرية الأمريكية في نيوبورت في رود آيلاند، مرتين الأولى من عام 1999 إلى عام 2000 والثانية من عام 2002 إلى عام 2003. وأستاذا زميلا في معهد ماكس بلانك للقانون العام المقارن والقانون الدولي في هايدلبرغ في ألمانيا، وأستاذا زائرا للقانون في جامعة نيويورك، وفي جامعة تورنتو.
كان دينشتاين رئيسًا للفرع الوطني الإسرائيلي لجمعية القانون الدولي وجمعية الأمم المتحدة الإسرائيلية. وشغل منصب رئيس الفرع الوطني الإسرائيلي لمنظمة العفو الدولية وعضوا في المجلس التنفيذي للجمعية الأمريكية للقانون الدولي. وكان عضوا في مجلس معهد سان ريمو الدولي للقانون الإنساني.
وكان مؤسسًا ومحررًا للكتاب السنوي الإسرائيلي لحقوق الإنسان (صدر 40 مجلدًا – باللغة الإنجليزية – منذ عام 1971). وخلال الفترة التي قضاها في منظمة العفو الدولية، قامت الحكومة الإسرائيلية بتمويلها، وكان دينشتاين على اتصال منتظم بوزارة الخارجية الإسرائيلية وتلقى تعليمات منها.
نشر دينشتاين العديد من الكتب والمقالات عن القانون الدولي وحقوق الإنسان وقوانين النزاعات المسلحة.

## الأعمال المنشورة

### كتب
- سير الأعمال العدائية بموجب قانون النزاعات المسلحة الدولية،(ردمك 0521198135)، مطبعة جامعة كامبريدج (الطبعة الثانية، 2010)
- القانون الدولي للاحتلال العسكري, مطبعة جامعة كامبريدج ,(ردمك 0-521-72094-X) (2009)
- الحرب والعدوان والدفاع عن النفس، مطبعة جامعة كامبريدج،(ردمك 0-521-79758-6) (الطبعة الرابعة، 2005) (الطبعة الخامسة، 2011)
- جرائم الحرب في القانون الدولي، محرر مشارك مع مالا تابوري، دار مارتينوس نيجهوف للنشر،(ردمك 90-411-0237-X) (1996)
- حرية الدين وحماية الأقليات الدينية، معهد جاكوب بلوستين للنهوض بحقوق الإنسان (1991)
- إطلاق سراح أسرى الحرب، اللجنة الدولية للصليب الأحمر (1984)
- نماذج الاستقلال، دار ترانزاكشن،(ردمك 0-87855-435-1) (1981)
- قوانين الحرب في البحر (1980)
- الدفاع عن "طاعة الأوامر العليا" في القانون الدولي، أ.و. سيجثوف (1965)

### مقالات
- "الحرب الجوية والصاروخية في ظل القانون الدولي الإنساني"، القانون العسكري ومراجعة قانون الحرب. (2013)
- "تعليقات على البروتوكول الأول، المجلة الدولية للصليب الأحمر (2010)
- "الحرب والعدوان والدفاع عن النفس"، نشرة قانون الكومنولث، المجلد 32، العدد 4 (ديسمبر 2006)
- "تعليقات على الحرب"، مجلة هارفارد للقانون والسياسة العامة (2003)
- "معالم وسياق القانون الجنائي الدولي"، مجلة تورو للقانون عبر الوطني (1988)
- "القانون الجنائي الدولي"، مجلة القانون الإسرائيلي (1985)
- "التلوث النفطي بالسفن وحرية أعالي البحار"، مجلة القانون البحري (1971)